# Symphyotrichum foliaceum
Symphyotrichum foliaceum là một loài thực vật có hoa trong họ Cúc. Loài này được (Lindl. ex DC.)  miêu tả khoa học đầu tiên.